# Élections générales espagnoles de 2011 dans les îles Canaries
Les élections générales espagnoles de 2011 (en espagnol : Elecciones generales de España de 2011) se sont tenues le dimanche 20 novembre 2011 afin d'élire les 350 députés et 208 des 266 sénateurs de la Xe législature des Cortes Generales. 15 députés sont élus dans les îles Canaries.

## Résultats

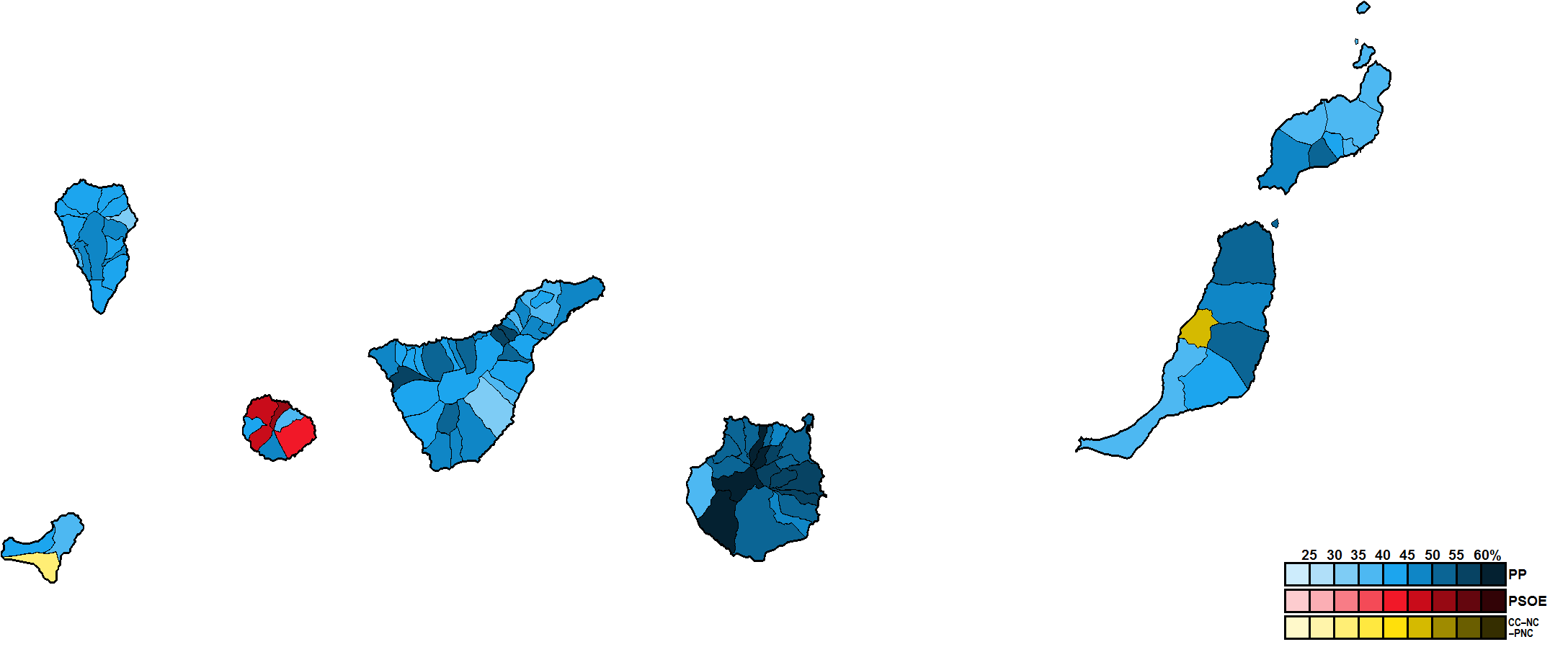
Résultats par commune.

| Parti                  | Parti                                                   | Voix      | %     | +/-   | Sièges | +/-           |
| ---------------------- | ------------------------------------------------------- | --------- | ----- | ----- | ------ | ------------- |
|                        | Parti populaire (PP)                                    | 446 118   | 47,97 | 12,97 | 9      | 3             |
|                        | Parti socialiste ouvrier espagnol (PSOE)                | 231 086   | 24,85 | 14,72 | 4      | 3             |
|                        | Accord d'unité nationaliste (CCa-NCa-PNC)               | 143 881   | 15,47 | 5,83  | 2      | en stagnation |
|                        | Gauche plurielle (IU)                                   | 40 123    | 4,31  | 3,06  | 0      | en stagnation |
|                        | Union, progrès et démocratie (UPyD)                     | 24 524    | 2,64  | 2,28  | 0      | en stagnation |
|                        | Equo                                                    | 15 587    | 1,68  | Nv.   | 0      | en stagnation |
|                        | Parti animaliste contre la maltraitance animale (PACMA) | 4 906     | 0,53  | 0,47  | 0      | en stagnation |
|                        | Alternative nationaliste canarienne (ANC)               | 3 180     | 0,34  | 0,24  | 0      | en stagnation |
|                        | Pour un monde + juste (PUM+J)                           | 2 672     | 0,29  | 0,20  | 0      | en stagnation |
|                        | Parti communiste des peuples d'Espagne (PCPE)           | 2 305     | 0,25  | 0,11  | 0      | en stagnation |
|                        | Unité du peuple (UP)                                    | 1 138     | 0,12  | 0,05  | 0      | en stagnation |
|                        | Parti humaniste (PH)                                    | 1 051     | 0,11  | 0,05  | 0      | en stagnation |
|                        | Unification communiste de l'Espagne (UCE)               | 979       | 0,11  | Nv.   | 0      | en stagnation |
|                        | Solidarité et autogestion internationaliste (SAIn)      | 316       | 0,03  | 0,01  | 0      | en stagnation |
|                        | Vote blanc                                              | 12 044    | 1,30  | 0,57  |        |               |
|                        |                                                         |           |       |       |        |               |
| Suffrages exprimés     | Suffrages exprimés                                      | 929 910   | 98,30 |       |        |               |
| Votes nuls             | Votes nuls                                              | 16 098    | 1,70  |       |        |               |
| Total                  | Total                                                   | 946 008   | 100   | -     | 15     | en stagnation |
| Abstention             | Abstention                                              | 641 287   | 40,40 |       |        |               |
| Inscrits/Participation | Inscrits/Participation                                  | 1 587 295 | 59,60 |       |        |               |

### Résultats par provinces

#### Las Palmas
| Parti                  | Parti                                                   | Voix    | %     | +/-   | Sièges | +/-           |
| ---------------------- | ------------------------------------------------------- | ------- | ----- | ----- | ------ | ------------- |
|                        | Parti populaire (PP)                                    | 240 897 | 51,03 | 11,33 | 5      | 1             |
|                        | Parti socialiste ouvrier espagnol (PSOE)                | 123 486 | 26,16 | 16,40 | 2      | 2             |
|                        | Accord d'unité nationaliste (CCa-NCa-PNC)               | 53 329  | 11,30 | 2,35  | 1      | 1             |
|                        | Gauche plurielle (IU-CVR)                               | 19 971  | 4,23  | 3,14  | 0      | en stagnation |
|                        | Union, progrès et démocratie (UPyD)                     | 13 208  | 2,80  | 2,44  | 0      | en stagnation |
|                        | Equo                                                    | 5 414   | 1,15  | Nv.   | 0      | en stagnation |
|                        | Parti animaliste contre la maltraitance animale (PACMA) | 2 012   | 0,43  | 0,31  | 0      | en stagnation |
|                        | Parti communiste des peuples d'Espagne (PCPE)           | 1 460   | 0,31  | 0,17  | 0      | en stagnation |
|                        | Pour un monde + juste (PUM+J)                           | 1 288   | 0,27  | 0,19  | 0      | en stagnation |
|                        | Unité du peuple (UP)                                    | 1 138   | 0,24  | 0,15  | 0      | en stagnation |
|                        | Parti humaniste (PH)                                    | 1 051   | 0,22  | 0,14  | 0      | en stagnation |
|                        | Alternative nationaliste canarienne (ANC)               | 987     | 0,21  | 0,14  | 0      | en stagnation |
|                        | Unification communiste de l'Espagne (UCE)               | 541     | 0,11  | Nv.   | 0      | en stagnation |
|                        | Solidarité et autogestion internationaliste (SAIn)      | 316     | 0,07  | 0,02  | 0      | en stagnation |
|                        | Vote blanc                                              | 6 990   | 1,48  | 0,67  |        |               |
|                        |                                                         |         |       |       |        |               |
| Suffrages exprimés     | Suffrages exprimés                                      | 472 088 | 98,23 |       |        |               |
| Votes nuls             | Votes nuls                                              | 8 515   | 1,77  |       |        |               |
| Total                  | Total                                                   | 480 603 | 100   | -     | 8      | en stagnation |
| Abstention             | Abstention                                              | 313 919 | 39,51 |       |        |               |
| Inscrits/Participation | Inscrits/Participation                                  | 794 522 | 60,49 |       |        |               |

#### Santa Cruz de Tenerife
| Parti                  | Parti                                                   | Voix    | %     | +/-   | Sièges | +/-           |
| ---------------------- | ------------------------------------------------------- | ------- | ----- | ----- | ------ | ------------- |
|                        | Parti populaire (PP)                                    | 205 221 | 44,83 | 14,66 | 4      | 2             |
|                        | Parti socialiste ouvrier espagnol (PSOE)                | 107 600 | 23,50 | 12,99 | 2      | 1             |
|                        | Accord d'unité nationaliste (CCa-NCa-PNC)               | 90 552  | 19,78 | 9,38  | 1      | 1             |
|                        | Gauche plurielle (IU)                                   | 20 152  | 4,40  | 2,99  | 0      | en stagnation |
|                        | Union, progrès et démocratie (UPyD)                     | 11 316  | 2,47  | 2,11  | 0      | en stagnation |
|                        | Liste commune (Equo-SxTF-SSP)                           | 10 173  | 2,22  | Nv.   | 0      | en stagnation |
|                        | Parti animaliste contre la maltraitance animale (PACMA) | 2 894   | 0,63  | Nv.   | 0      | en stagnation |
|                        | Alternative nationaliste canarienne (ANC)               | 2 193   | 0,48  | 0,35  | 0      | en stagnation |
|                        | Pour un monde plus juste (PUM+J)                        | 1 384   | 0,30  | 0,21  | 0      | en stagnation |
|                        | Parti communiste des peuples d'Espagne (PCPE)           | 845     | 0,18  | 0,05  | 0      | en stagnation |
|                        | Unification communiste de l'Espagne (UCE)               | 438     | 0,10  | Nv.   | 0      | en stagnation |
|                        | Vote blanc                                              | 5 054   | 1,10  | 0,44  |        |               |
|                        |                                                         |         |       |       |        |               |
| Suffrages exprimés     | Suffrages exprimés                                      | 457 822 | 98,37 |       |        |               |
| Votes nuls             | Votes nuls                                              | 7 583   | 1,63  |       |        |               |
| Total                  | Total                                                   | 465 405 | 100   | -     | 7      | en stagnation |
| Abstention             | Abstention                                              | 327 368 | 41,29 |       |        |               |
| Inscrits/Participation | Inscrits/Participation                                  | 792 773 | 58,71 |       |        |               |